# István Palkovits
István Palkovits (* 27. Dezember 2000) ist ein ungarischer Leichtathlet, der im Mittel- und Langstreckenlauf sowie im Hindernislauf an den Start geht.

## Sportliche Laufbahn
Erste internationale Erfahrungen sammelte István Palkovits im Jahr 2018, als er bei den U20-Weltmeisterschaften in Tampere im 10.000-Meter-Lauf in 30:35,87 min den 13. Platz belegte. Im Jahr darauf belegte er bei den U20-Europameisterschaften in Borås in 14:06,90 min den vierten Platz im 5000-Meter-Lauf und anschließend erreichte er bei den Crosslauf-Europameisterschaften in Lissabon nach 19:24 min Rang 24 in der U20-Wertung. 2021 siegte er in 8:34,05 min überlegen bei den U23-Europameisterschaften in Tallinn. 2022 schied er bei den Europameisterschaften in München mit 8:40,47 min im Vorlauf aus und siegte anschließend in 8:23,80 min bei der Hungarian GP Series – Budapest. Auch im Jahr darauf siegte er in 8:31,69 min bei der Hungarian GP Series – Budapest und wurde anschließend bei der 2. Liga der Team-Europameisterschaft im Rahmen der Europaspiele in Chorzów in 8:43,82 min Erster. Im August schied er bei den Weltmeisterschaften in Budapest mit 8:29,37 min in der Vorrunde aus. Im Dezember gelangte er bei den Crosslauf-Europameisterschaften in Brüssel mit 20:24 min auf den sechsten Platz in der Mixed-Staffel. 2024 kam er bei den Europameisterschaften in Rom mit 8:47,32 min nicht über den Vorlauf über die Hindernisse hinaus und im Dezember wurde er bei den Crosslauf-EM in Antalya nach 24:55 min 83. im Einzelrennen.
2025 wurde er bei der 1. Liga der Team-Europameisterschaft in Madrid in 8:28,22 min Siebter über 3000 m Hindernis, ehe er bei den World University Games in Bochum in 8:35,05 min die Bronzemedaille hinter dem Luxemburger Ruben Querinjean und Alejandro Quijada aus Spanien gewann.
In den Jahren von 2020 bis 2024 wurde Palkovits ungarischer Meister im 3000-Meter-Hindernislauf sowie 2022 auch im 1500-Meter-Lauf sowie 2019 im 10-km-Straßenlauf und 2025 über 10.000 Meter. Zudem wurde er 2022 und 2024 Hallenmeister im 1500-Meter-Lauf sowie von 2023 bis 2025 über 3000 Meter.

## Persönliche Bestzeiten
- 1500 Meter: 3:39,05 min, 30. Juli 2022 in Lignano Sabbiadoro
  - 1500 Meter (Halle): 3:42,20 min, 9. Februar 2023 in Budapest
- 3000 Meter: 8:07,14 min, 3. Juni 2020 in Novi Pazar
  - 3000 Meter (Halle): 7:42,42 min, 28. Januar 2024 in Val-de-Reuil (ungarischer Rekord)
- 5000 Meter: 13:54,38 min, 23. Mai 2025 in Budapest
- 10.000 Meter: 29:15,73 min, 27. September 2020 in Budapest
- 3000 m Hindernis: 8:18,74 min, 26. April 2025 in Szekszárd